# Paragon (Band)
Paragon ist eine Heavy- und Power-Metal-Band aus Hamburg.

## Geschichte
Die Band wurde 1990 vom Gitarristen Martin Christian gegründet. Nach den Veröffentlichungen einiger Demo-Tapes und einer Mini-CD veröffentlichte die Band 1994 ihr Debüt-Album World of Sin. Kurz danach ging ihr Aufnahmestudio Blue Merle bankrott. Etwa 2 Jahre später fand Martin Christian in Andreas Babuschkin, Jan Bünning, Markus Corby und Claudius Cremer vier neue Mitglieder und nahm mit ihnen das Album The Final Command auf. 1999 folgte Chalice of Steel. 2001 brachte Paragon Steelbound heraus, entwickelt und produziert von Piet Sielck (Iron Savior). Er arbeitete mit an den Alben Steelbound, Law of the Blade, The Dark Legacy und Revenge mit. 2005 verließ Drummer Markus Corby die Band.
2007 erschien das Album Forgotten Prophecies, nicht mehr produziert von Piet Sielck. Nach den Aufnahmen verließ der langjährige Bassist Jan Bünning die Band und wurde von Dirk Seifert ersetzt. Dieser gehörte jedoch nur für kurze Zeit zur Band, da Jan Bünning im Jahr 2009 zu Paragon zurückkehrte. Zum Album Screenslaves (2008), dem die EP Larger Than Life vorausging, wurde Uwe Lulis (Rebellion, ex-Grave Digger) als Produzent ins Boot geholt, was dem Album wieder einen ordentlichen Sound garantierte.
Im Jahr 2011 verließ Bandgründer und Hauptsongwriter Martin Christian die Band, da ihm die Doppelbelastung aufgrund seiner zweiten Band Kneipenterroristen zu groß wurde. Ersetzt wurde er durch den Gitarristen Wolfgang Tewes. Auch Günny Kruse verließ die Band.
Mit dem neuen Gitarristen Jan Bertram von der Band Rapid Angel, bei der er mit Christian Gripp und Dirk Seifert weiter zusammenspielt, arbeitete die Band an einem neuen Album, das wieder von Piet Sielck produziert und 2012 veröffentlicht wurde.

## Bandmitglieder

Paragon live auf dem Metal Frenzy 2018 in Gardelegen
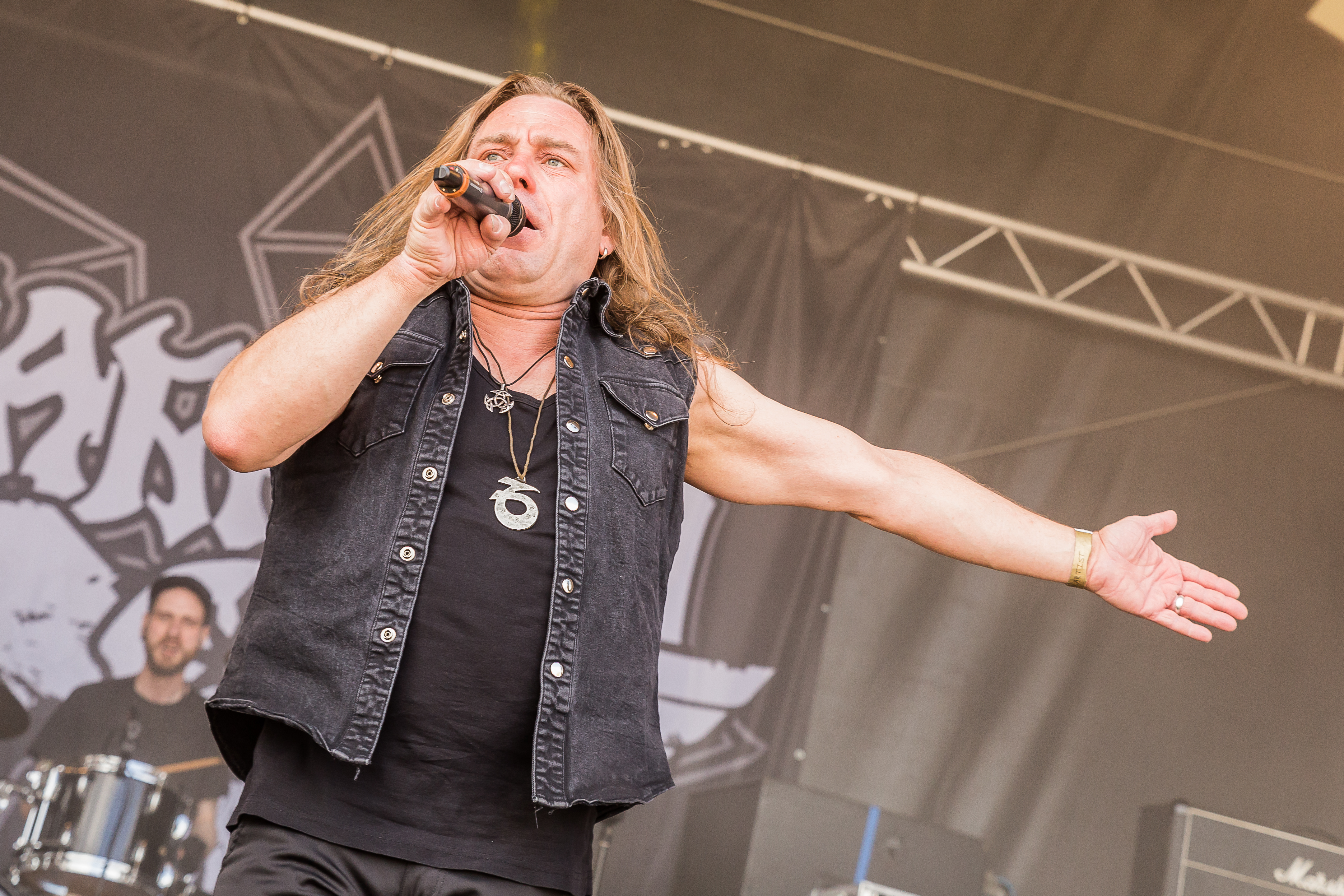
Sänger Andreas Babuschkin
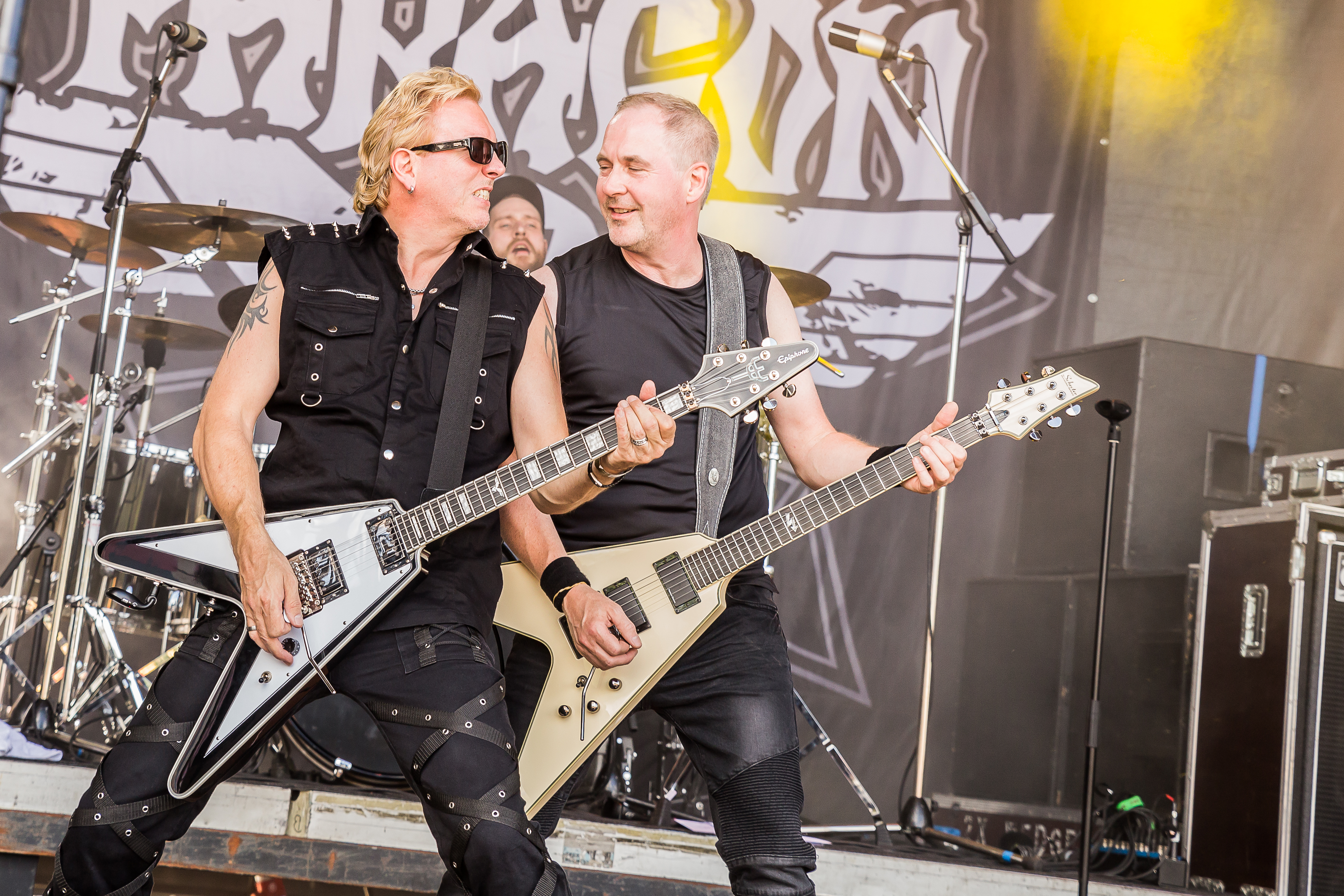
Gitarristen Günther Kruse und Jan Bertram
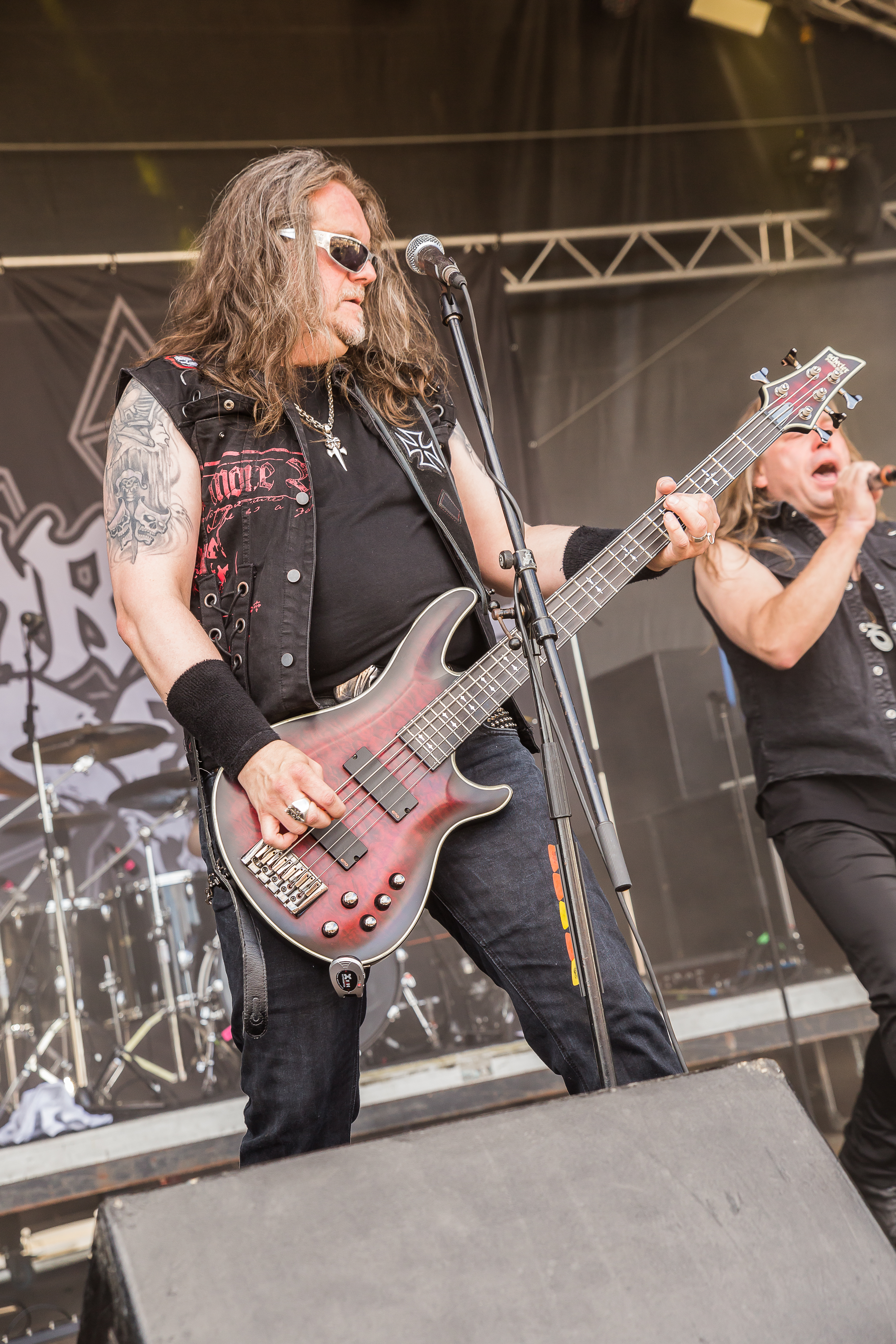
Bassist Jan Bünning
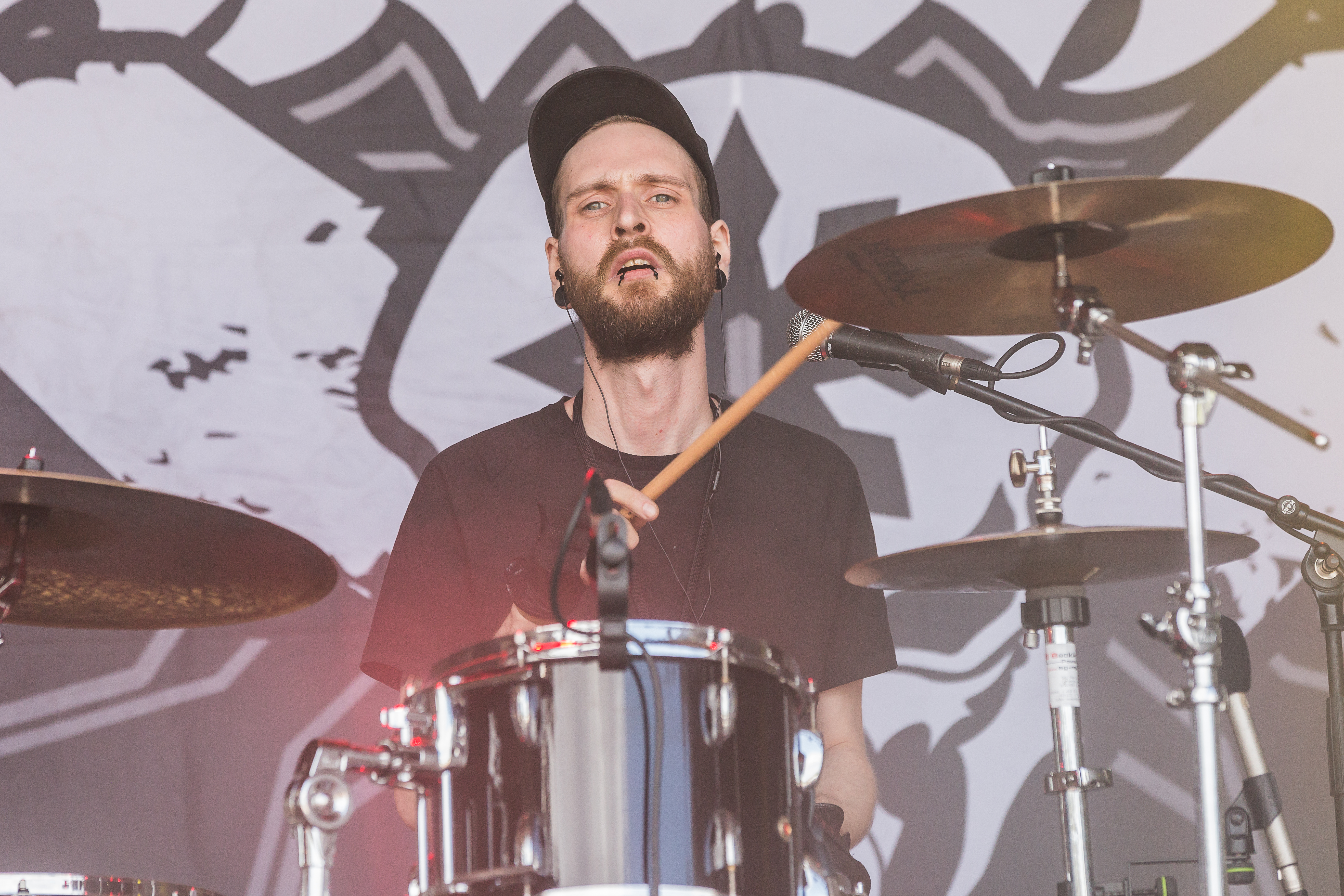
Schlagzeuger Sören Teckenburg

## Diskografie
- 1994: World of Sin
- 1998: The Final Command
- 1999: Chalice of Steel
- 2001: Steelbound
- 2002: Law of the Blade
- 2003: The Dark Legacy
- 2005: Revenge
- 2007: Forgotten Prophecies
- 2008: Larger Than Life (EP)
- 2008: Screenslaves
- 2012: Force of Destruction
- 2016: Hell Beyond Hell
- 2019: Controlled Demolition
- 2024: Metalation